# أصابع الموزاريلا
أصابع المُزَرِلَّة أو أصابع الموزاريلا أو أصابع التوست (بالإنجليزية: Mozzarella sticks) هي وصفة من المطبخ الأميركي، تقدّم عادةً ساخنة كمقبّلات ويمكن أن تُغمّس بأنواع عديدة من الصلصات كصلصة الكوكتيل أو صلصة الباربكيو، أو مَيُنِيز، أو كتشب.
كما ان جبن المُزَرِلَّة هو منتج غذائي إيطالي، مصنوعة من حليب البقر الطازج المبستر أو غير المبستر
تحضّر أصابع المُزَرِلَّة من جبن المُزَرِلَّة، البيض، الطحين، نشا الذرة، الكعك المطحون أو القرشلة، حليب، فلفل اسود والملح ، يغمس المُزَرِلَّة بالبيض، ثم النشا، فالطحين، ثم البيض، ثمّ تقلّى بالزيت.
تحتوي كل قطعة (30غ) على 100 وحدة حرارية و6غ من الدهون لذلك لا يجب الإفراط في تناولها؛ فالإفراط في تناول الطعام يمكن أن يؤدي إلى زيادة الوزن والسمنة، وتم ربط السمنة بمرض السكري وأمراض القلب وغيرها من الأمراض الفتاكة.
وتحتوى الجبنة على البروتين، الدهون، الزنك، فيتامين أ، فيتامين ب، فيتامين ب 12.

## القيمة الغذائية للموزاريلا
السعرات الحرارية: 85 سعرة حرارية
البروتين: 6 جرام
الدهون: 6 جرام
الكربوهيدرات: 1 جرام
الصوديوم: 176 مجم 7٪ من الاستهلاك اليومي المرجعي (RDI)
الكالسيوم: 14٪ من RDI
يحتوي جبن المُزَرِلَّة أيضًا على بكتيريا تعمل كَبروبيوتيك. إن هذه البروبيوتيك قد تعمل على تحسين صحة الأمعاء وتعزّز المناعة وتقضي على الالتهاب في جسمك.

## فوائد جبنة المُزَرِلَّة
مصدر البيوتين
مصدر جيد للبيوتين يسمى أيضًا فيتامين ب 7. بما أن هذه المغذيات قابلة للذوبان في الماء، فإن الجسم لا يخزنها. وبالتالي فإن تناول هذا النوع من الجبن يمكن أن يلبي احتياجاتك الغذائية الفورية. يمكن للنساء الحوامل تناول الجبن للتعامل مع نقصه المحتمل. يمنع هذا الفيتامين أيضًا الأظافر من التحول إلى هشاشة. وقد أظهرت الدراسات أن يمكن أن يخفض أيضًا مستويات الجلوكوز في الدم لدى مرضى السكري.
مصدر الريبوفلافين
من الجيد تناول جبنة المُزَرِلَّة لأنها غنية بفيتامين B2 أو الريبوفلافين. جزء من عائلة فيتامين ب المعقدة، يجب تناوله يوميًا لأنه يساعد الجسم على محاربة الأمراض والظروف المختلفة مثل نوبات الصداع النصفي وفقر الدم. كما أن لديها خصائص مثبتة للأكسدة.
مصدر النياسين
يحتوي منتج الألبان أيضًا على فيتامين ب 3 أو  نياسين، الذي يلعب دورًا محوريًا في تحويل الدهون إلى طاقة مناسبة في جسم الإنسان. إلى جانب ذلك يساعد النياسين في السيطرة على الكوليسترول، ويمنع ظهور الأمراض مثل مرض السكري والتهاب المفاصل.
مليئة بالفيتامينات القابلة للذوبان في الدهون
تحتوي جبنة المُزَرِلَّة أيضًا على فيتامينات مهمة الذائبة في الدهون مثل فيتامين A- D هذه الفيتامينات مهمة للحصول على كمية من الكالسيوم وصحة العظام وحماية غشاء الخلية.
تساعد على تقوية العظام
تحتوي هذة الجبنة على كمية عالية من الكالسيوم وهو معدن رئيسي مطلوب لصحة العظام والأسنان المثلى. تحتوي أونصة واحدة منها على 183 ملليغرام من الكالسيوم المهم لحماية مينا الأسنان والحفاظ على بنية العظام. جبنة المُزَرِلَّة مهمة أيضاً لعضلة القلب، تقلل الإصابة بسرطان القولون وتساعد على فقدان الوزن.
مصدر جيد للفسفور
جبن المُزَرِلَّة يحتوي على كمية من عنصر الفوسفور، مما يعزز الجسم على امتصاص الكالسيوم من الأطعمة. كما أنه ضروري لعملية الهضم المثلى والأداء السليم للكلى. يساعد المعدن على مكافحة إرهاق العضلات ويسهل عمل الدماغ.
مليئة بالزنك
الزنك معدن حيوي موجود فيها. يساعد الزنك في  معالجة مشاكل الجلد ويزيد من عدد خلايا الدم البيضاء. كما أنه يساعد على عمل غدة البروستاتا بشكل جيد ويساعد في التخلص من الوزن الزائد.
مصدر البروتين
واحدة من أفضل فوائد جبن المُزَرِلَّة هي أنها قوة البروتين. إذا كنت تريد مصدرًا للبروتين فإن جبن المُزَرِلَّة يعد خيارًا جيدًا، تناول هذا الجبن يحافظ على الجسم نشيطًا ويحافظ على قوة العضلات.
مصدر البوتاسيوم
البوتاسيوم معدن رئيسي آخر موجود في هذا الجبن يساعد البوتاسيوم على محاربة الآثار الضارة الناجمة عن استهلاك الصوديوم لدى البشر. يساعد البوتاسيوم أيضًا في خفض ضغط الدم وتصحيح إيقاعات القلب السحيقة.

## أضرار جبنة المُزَرِلَّة
احتواؤها على الدهون المشبعة
تحتوي على كمية كبيرة من الدهون المشبعة التي يمكن أن تكون مصدر قلق لصحة القلب والأوعية الدموية وقضايا الوزن من المستحسن تناول منتج الألبان هذا باعتدال والذهاب إلى متغيرات منخفضة الدهون.
تحتوي على كمية مرتفعة من الصوديوم
تحتوي على كمياتٍ كبيرة من الصوديوم الذي يرفع ضغط الدم ويسبب احتباس سوائل في الجسم.
اضطراب جهاز الغدد الصماء
توجود في هذه الجبنة هرمون الإستروجين وغيرها من الهرمونات، يسبب تعطل في جهاز الغدد الصم وزيادة نسبة الإصابة ببعض أنواع السرطان.
عدم تحمل اللاكتوز
الشخص المصاب بعدم تحمل اللاكتوز لا يوجد في جسمه الإنزيم اللازم لتحطيم السكر الموجود في الحليب، ويمكن أن يؤدي استهلاك الحليب ومنتجاته إلى الانتفاخ و الإسهال ويمكن أن يتحمّل بعض الأشخاص منتجات الحليب المنخفضة باللاكتوز، كاللبن، والجبن مثل جبن الشيدر والبارميزان.

## وصلات خارجية
- وصفة أصابع المُزَرِلَّة
- https://web.archive.org/web/20150303184216/http://www.nal.usda.gov/fnic/foodcomp/search/